# Аспід стрічковий
Аспід стрічковий (Micrurus lemniscatus) — вид отруйних змій родини аспідових (Elapidae). Мешкає в Південній Америці.

## Опис
Загальна довжина досягає 1,15 м. Голова невелика, тулуб тонкий та стрункий. Очі маленькі. Забарвлений подібно до південного коралового аспіда, але жовті смуги, що розбивають чорну стрічку, у нього набагато вужчі.

## Поширення і екологія
Стрічкові аспіди мешкають в Колумбії, Еквадорі, Перу, Болівії, Бразилії, Венесуелі, Гаяні, Суринамі, Французькій Гвіані, Аргентині і Парагваї, а також на острові Тринідад. Вони живуть в різноманітних природних середовищах, зокрема у вологих тропічних лісах, в саванах і галерейних лісах, у вторинних лісах, серед скель та в заплавах річок, трапляються поблизу річок і людських поселень. Зустрічаються на висоті до 1000 м над рівнем моря. Живляться наземними і водними довготілими хребетними: прісноводними вугрями, черв'яками, наземними та риючими зміями та безногими ящірками. Відкладають яйця, в кладці до 5 яєць.